# Lodewijk Prins
Lodewijk Prins (Amsterdam, 27 de gener de 1913 – 11 de novembre de 1999), fou un jugador i àrbitre d'escacs neerlandès. Obtingué el títol de Mestre Internacional el 1950, i el d'Àrbitre Internacional el 1960. El 1982 la FIDE el va fer Gran Mestre honorari.

## Resultats destacats en competició
Al començament de la Segona Guerra Mundial (1939–1940), va participar en torneigs a Holanda. El 1940, va guanyar conjuntament amb Salo Landau i Nicolaas Cortlever a Leeuwarden, fou 2n, rere Max Euwe, a Amsterdam (VVGA), i empatà als llocs 3r–4t a Amsterdam (VAS, el guanyador fou Hans Kmoch). Després de la invasió nazi dels Països Baixos el maig de 1940, el seu nom ja no apareix en cap torneig celebrat al país ocupat, degut al seu origen jueu.
Després de la guerra, guanyà el torneig Hoogovens Beverwijk el 1948 i també el de Madrid de 1951 amb 12.5/17, per davant de Herman Steiner, Herman Pilnik, i Ossip Bernstein.
El 1952 participà en l'Interzonal de Saltsjöbaden, on hi fou 21è i últim (el guanyador fou Aleksandr Kótov),
Fou Campió dels Països Baixos el 1965.

### Participació en olimpíades d'escacs
Prins representà els Països Baixos dotze cops a les olimpíades d'escacs entre 1937 i 1968. Hi va guanyar dues medalles d'argent individuals (1939, 1950) i una de bronze (1968).

## Escriptor d'escacs
Prins va escriure conjuntament amb Max Euwe diversos llibres d'escacs, inclosa una biografia de Capablanca (1949) Het Schaakphenomeen Capablanca, i diversos llibres de torneig.